# Jürgen Graf
Jürgen Graf (Basilea, 15 agosto 1951 – Basilea, 14 gennaio 2025) è stato uno scrittore, filologo e traduttore svizzero, noto per le sue posizioni negazioniste sull'Olocausto.
Dall'agosto del 2000 visse con la moglie in Russia..

## Biografia
Graf studiò all'Università di Basilea, in particolare anglistica, filologia romanza e filologia scandinava, conseguendo la laurea nel 1979. Successivamente, lavorò per diversi anni come docente di lingue, insegnando tedesco in una scuola di Taipei a Taiwan. Al suo ritorno a Basilea, lavorò come interrogatore dei richiedenti asilo presso l'ufficio di accoglienza dislocato sulla nave da crociera Basilea, riconvertita e ormeggiata sul Reno. Descrisse le sue esperienze nel libro del 1990 La nave dei folli (Das Narrenschiff), per il quale fu accusato di xenofobia.
All'inizio degli anni '90, Graf si avvicinò alle tesi del negazionismo dell'Olocausto grazie all'amico e insegnante in pensione Arthur Vogt e attraverso le opere di Serge Thion, Arthur Butz e Wilhelm Stäglich. Durante gli anni '90, pubblicò diversi lavori controversi, a partire da L'Olocausto sotto processo: resoconti di testimoni oculari contro leggi naturali (Der Holocaust auf dem Prüfstand: Augenzeugenberichte versus Naturgesetze ). Molte opere successive furono scritte in collaborazione con il negazionista dell'Olocausto italiano Carlo Mattogno. Graf distribuì i suoi libri a giornalisti e parlamentari, affermandosi come un negazionista dell'Olocausto. Di conseguenza, fu rimosso dalla sua posizione di insegnante; trovò impiego in seguito in una scuola privata a Basilea, insegnando il tedesco a studenti stranieri.
Le pubblicazioni di Graf portarono le autorità svizzere ad accusarlo di violazione delle leggi svizzere contro il razzismo: fu processato da un tribunale svizzero nel luglio 1998 congiuntamente al suo editore dell'epoca, Gerhard Förster, ricevendo una condanna ad una multa considerevole e a 15 mesi di reclusione. In attesa del suo appello, fuggì dal Paese viaggiando attraverso Polonia, Russia, Ucraina e Turchia, per finire in Iran, dove un gruppo di negazionisti locali lo accolse a Teheran. Successivamente si trasferì a Mosca, in Russia, dove incontrò e sposò una donna bielorussa nel 2001. Dal 2021 lavorò come traduttore.